# Paryż-Nicea 2016
74. edycja wyścigu kolarskiego Paryż-Nicea odbyła się w dniach 6-13 marca 2016 roku. Trasa tego wyścigu liczyła osiem etapów, o łącznym dystansie 1 122,1 km. Wyścig był częścią UCI World Tour 2016.

## Uczestnicy
Na starcie wyścigu stanęło dwadzieścia drużyn. Wśród nich znalazło się osiemnaście ekip UCI World Tour 2016 oraz cztery inne zaproszone przez organizatorów. 
| Numery  | Kod | Drużyna          |
| ------- | --- | ---------------- |
| 1-8     | BMC | BMC Racing Team  |
| 11-18   | KAT | Team Katusha     |
| 21-28   | LAM | Lampre-Merida    |
| 31-38   | SKY | Team Sky         |
| 41-48   | LTS | Lotto Soudal     |
| 51-58   | ALM | Ag2r-La Mondiale |
| 61-68   | OGE | Orica-GreenEDGE  |
| 71-78   | TNK | Tinkoff          |
| 81-88   | EQS | Etixx-Quick Step |
| 91-98   | FDJ | FDJ              |
| 101-108 | MOV | Movistar Team    |

| Numery  | Kod | Drużyna                      |
| ------- | --- | ---------------------------- |
| 111-118 | AST | Pro Team Astana              |
| 121-128 | GIA | Team Giant-Alpecin           |
| 131-138 | COF | Cofidis                      |
| 141-148 | CPT | Cannondale Pro Cycling       |
| 151-158 | TFS | Trek-Segafredo               |
| 161-168 | DEN | Direct Énergie               |
| 171-178 | DDD | Team Dimension Data          |
| 181-188 | TLJ | Team LottoNL-Jumbo           |
| 191-198 | IAM | IAM Cycling                  |
| 201-208 | FVC | Fortuneo–Vital Concept       |
| 211-218 | DMP | Delko–Marseille Provence KTM |

Zespół Lotto Soudal wyjątkowo w tym wyścigu wystąpił pod inną nazwą i innych strojach (Lotto Fix All).

## Etapy
| Etap | Data     | Start - Meta                                        | km    | Typ         | Zwycięzca etapu  | Lider            |
| ---- | -------- | --------------------------------------------------- | ----- | ----------- | ---------------- | ---------------- |
| P.   | 6 marca  | Conflans-Sainte-Honorine > Conflans-Sainte-Honorine | 6,1   | ITT         | Michael Matthews | Michael Matthews |
| 1.   | 7 marca  | Condé-sur-Vesgre > Vendôme                          | 198   | Płaski      | Arnaud Démare    | Michael Matthews |
| 2.   | 8 marca  | Contres > Commentry                                 | 213,5 | Płaski      | Michael Matthews | Michael Matthews |
| 3.   | 9 marca  | Cusset > Mont Brouilly                              | 166,5 | Pagórkowaty | etap anulowany   | Michael Matthews |
| 4.   | 10 marca | Julienas > Romans-sur-Isère                         | 195,5 | Pagórkowaty | Nacer Bouhanni   | Michael Matthews |
| 5.   | 11 marca | Saint-Paul-Trois-Châteaux > Salon-de-Provence       | 198   | Pagórkowaty | Aleksiej Łucenko | Michael Matthews |
| 6.   | 12 marca | Nicea > Madone d'Utelle                             | 177   | Górski      | Ilnur Zakarin    | Geraint Thomas   |
| 7.   | 13 marca | Nicea > Nicea                                       | 134   | Pagórkowaty | Tim Wellens      | Geraint Thomas   |

### Prolog - 06.03: Conflans-Sainte-Honorine > Conflans-Sainte-Honorine, 6,1 km
| #  | Zawodnik         | Zespół | Czas   |
| -- | ---------------- | ------ | ------ |
| 1  | Michael Matthews | OGE    | 7' 39" |
| 2  | Tom Dumoulin     | GIA    | + 1"   |
| 3  | Patrick Bevin    | CPT    | + 2"   |
|    |                  |        |        |
| 17 | Rafał Majka      | TNK    | + 14"  |
| 65 | Paweł Poljański  | TNK    | + 28"  |

| #  | Zawodnik         | Zespół | Czas   |
| -- | ---------------- | ------ | ------ |
| 1  | Michael Matthews | OGE    | 7' 39" |
| 2  | Tom Dumoulin     | GIA    | + 1"   |
| 3  | Patrick Bevin    | CPT    | + 2"   |
|    |                  |        |        |
| 17 | Rafał Majka      | TNK    | + 14"  |
| 65 | Paweł Poljański  | TNK    | + 28"  |

### Etap 1 - 07.03: Condé-sur-Vesgre > Vendôme, 198 km
| #  | Zawodnik        | Zespół | Czas       |
| -- | --------------- | ------ | ---------- |
| 1  | Arnaud Démare   | FDJ    | 4h 29' 53" |
| 2  | Ben Swift       | SKY    | + 0"       |
| 3  | Nacer Bouhanni  | COF    | + 0"       |
|    |                 |        |            |
| 29 | Rafał Majka     | TNK    | + 0"       |
| 81 | Paweł Poljański | TNK    | + 53"      |

| #  | Zawodnik         | Zespół | Czas       |
| -- | ---------------- | ------ | ---------- |
| 1  | Michael Matthews | OGE    | 4h 37' 30" |
| 2  | Tom Dumoulin     | GIA    | + 3"       |
| 3  | Patrick Bevin    | CPT    | + 4"       |
|    |                  |        |            |
| 13 | Rafał Majka      | TNK    | + 16"      |
| 81 | Paweł Poljański  | TNK    | + 1' 23"   |

### Etap 2 - 08.03: Contres > Commentry, 213,5 km
| #  | Zawodnik          | Zespół | Czas       |
| -- | ----------------- | ------ | ---------- |
| 1  | Michael Matthews  | OGE    | 5h 04' 26" |
| 2  | Niccolò Bonifazio | TRE    | + 0"       |
| 3  | Nacer Bouhanni    | COF    | + 0"       |
|    |                   |        |            |
| 18 | Rafał Majka       | TNK    | + 1"       |
| 97 | Paweł Poljański   | TNK    | + 12"      |

| #  | Zawodnik         | Zespół | Czas       |
| -- | ---------------- | ------ | ---------- |
| 1  | Michael Matthews | OGE    | 9h 41' 46" |
| 2  | Tom Dumoulin     | GIA    | + 14"      |
| 3  | Patrick Bevin    | CPT    | + 19"      |
|    |                  |        |            |
| 9  | Rafał Majka      | TNK    | + 27"      |
| 78 | Paweł Poljański  | TNK    | + 1' 45"   |

### Etap 3 - 09.03: Cusset > Mont Brouilly, 166,5 km
Trzeci etap został anulowany z powodu silnych opadów śniegu oraz zimna. Po przejechaniu 69,0km przez kolarzy dyrekcja wyścigu zarządziła neutralizację wyścigu, który potem zatrzymano. Zawodnicy zostali przewiezieni samochodami do Villié-Morgon, gdzie próbowano ponownie rozpocząć etap, lecz bezskutecznie. W związku z tym nie dodano czasów do klasyfikacji generalnej, lecz przyznano punkty za lotną premię oraz dwie premie górskie które udało się rozegrać.

### Etap 4 - 10.03: Julienas > Romans-sur-Isère, 195,5 km
| #  | Zawodnik        | Zespół | Czas       |
| -- | --------------- | ------ | ---------- |
| 1  | Nacer Bouhanni  | COF    | 4h 42' 29" |
| 2  | Edward Theuns   | TRE    | + 0"       |
| 3  | André Greipel   | LTS    | + 0"       |
|    |                 |        |            |
| 31 | Rafał Majka     | TNK    | + 0"       |
| 82 | Paweł Poljański | TNK    | + 0"       |

| #  | Zawodnik         | Zespół | Czas        |
| -- | ---------------- | ------ | ----------- |
| 1  | Michael Matthews | OGE    | 14h 24' 15" |
| 2  | Tom Dumoulin     | GIA    | + 14"       |
| 3  | Patrick Bevin    | CPT    | + 19"       |
|    |                  |        |             |
| 8  | Rafał Majka      | TNK    | + 27"       |
| 62 | Paweł Poljański  | TNK    | + 1' 45"    |

### Etap 5 - 11.03: Saint-Paul-Trois-Châteaux > Salon-de-Provence, 198 km
| #  | Zawodnik           | Zespół | Czas       |
| -- | ------------------ | ------ | ---------- |
| 1  | Aleksiej Łucenko   | AST    | 5h 00' 26" |
| 2  | Alexander Kristoff | KAT    | + 21"      |
| 3  | Michael Matthews   | OGE    | + 21"      |
|    |                    |        |            |
| 26 | Rafał Majka        | TNK    | + 21"      |
| 57 | Paweł Poljański    | TNK    | + 21"      |

| #  | Zawodnik         | Zespół | Czas        |
| -- | ---------------- | ------ | ----------- |
| 1  | Michael Matthews | OGE    | 19h 24' 58" |
| 2  | Aleksiej Łucenko | AST    | + 6"        |
| 3  | Tom Dumoulin     | GIA    | + 18"       |
|    |                  |        |             |
| 9  | Rafał Majka      | TNK    | + 31"       |
| 50 | Paweł Poljański  | TNK    | + 1' 49"    |

### Etap 6 - 12.03: Nicea > Madone d'Utelle, 177 km
| #  | Zawodnik         | Zespół | Czas       |
| -- | ---------------- | ------ | ---------- |
| 1  | Ilnur Zakarin    | KAT    | 4h 45' 11" |
| 2  | Geraint Thomas   | SKY    | + 0"       |
| 3  | Alberto Contador | TNK    | + 1"       |
|    |                  |        |            |
| 30 | Rafał Majka      | TNK    | + 6' 03"   |
| 44 | Paweł Poljański  | TNK    | + 12' 04"  |

| #  | Zawodnik         | Zespół | Czas        |
| -- | ---------------- | ------ | ----------- |
| 1  | Geraint Thomas   | SKY    | 24h 10' 26" |
| 2  | Alberto Contador | TNK    | + 15"       |
| 3  | Ilnur Zakarin    | KAT    | + 20"       |
|    |                  |        |             |
| 24 | Rafał Majka      | TNK    | + 6' 17"    |
| 36 | Paweł Poljański  | TNK    | + 13' 36"   |

### Etap 7 - 13.03: Nicea > Nicea, 134 km
| #  | Zawodnik         | Zespół | Czas       |
| -- | ---------------- | ------ | ---------- |
| 1  | Tim Wellens      | LTS    | 3h 16' 09" |
| 2  | Alberto Contador | TNK    | + 0"       |
| 3  | Richie Porte     | BMC    | + 0"       |
|    |                  |        |            |
| 32 | Rafał Majka      | TNK    | + 1' 26"   |
| 61 | Paweł Poljański  | TNK    | + 11' 44"  |

| #  | Zawodnik         | Zespół | Czas        |
| -- | ---------------- | ------ | ----------- |
| 1  | Geraint Thomas   | SKY    | 27h 26' 40" |
| 2  | Alberto Contador | TNK    | + 4"        |
| 3  | Richie Porte     | BMC    | + 12"       |
|    |                  |        |             |
| 21 | Rafał Majka      | TNK    | + 7' 38"    |
| 43 | Paweł Poljański  | TNK    | + 25' 15"   |

## Liderzy klasyfikacji po etapach
| Etap                 | Zwycięzca            | Klasyfikacja generalna | Klasyfikacja punktowa | Klasyfikacja górska | Klasyfikacja drużynowa |
| -------------------- | -------------------- | ---------------------- | --------------------- | ------------------- | ---------------------- |
| P                    | Michael Matthews     | Michael Matthews       | Michael Matthews      | -                   | Movistar Team          |
| 1                    | Arnaud Démare        | Michael Matthews       | Michael Matthews      | Jon Izagirre        | Movistar Team          |
| 2                    | Michael Matthews     | Michael Matthews       | Michael Matthews      | Jon Izagirre        | Movistar Team          |
| 3                    | etap anulowany       | Michael Matthews       | Michael Matthews      | Jon Izagirre        | Movistar Team          |
| 4                    | Nacer Bouhanni       | Michael Matthews       | Michael Matthews      | Evaldas Šiškevičius | Movistar Team          |
| 5                    | Aleksiej Łucenko     | Michael Matthews       | Michael Matthews      | Jesús Herrada       | Pro Team Astana        |
| 6                    | Ilnur Zakarin        | Geraint Thomas         | Michael Matthews      | Antoine Duchesne    | Team Sky               |
| 7                    | Tim Wellens          | Geraint Thomas         | Michael Matthews      | Antoine Duchesne    | Movistar Team          |
| Klasyfikacja końcowa | Klasyfikacja końcowa | Geraint Thomas         | Michael Matthews      | Antoine Duchesne    | Movistar Team          |

## Klasyfikacje końcowe

### Klasyfikacja generalna
|    | Zawodnik         | Zespół           | Czas        |
| -- | ---------------- | ---------------- | ----------- |
| 1  | Geraint Thomas   | Team Sky         | 27h 26' 40" |
| 2  | Alberto Contador | Tinkoff          | + 4"        |
| 3  | Richie Porte     | BMC Racing Team  | + 12"       |
| 4  | Ilnur Zakarin    | Team Katusha     | + 20"       |
| 5  | Jon Izagirre     | Movistar Team    | + 37"       |
| 6  | Sergio Henao     | Team Sky         | + 44"       |
| 7  | Simon Yates      | Orica-GreenEDGE  | + 44"       |
| 8  | Tony Gallopin    | Lotto Soudal     | + 51"       |
| 9  | Romain Bardet    | Ag2r-La Mondiale | + 1' 00"    |
| 10 | Rui Costa        | Lampre-Merida    | + 1' 07"    |
|    |                  |                  |             |
| 21 | Rafał Majka      | Tinkoff          | + 7' 38"    |
| 43 | Paweł Poljański  | Tinkoff          | + 25' 15"   |

|   | Zawodnik         | Zespół          | Punkty |
| - | ---------------- | --------------- | ------ |
| 1 | Michael Matthews | Orica-GreenEDGE | 53     |
| 2 | Alberto Contador | Tinkoff         | 23     |
| 3 | Ben Swift        | Team Sky        | 22     |
| 4 | Aleksiej Łucenko | Pro Team Astana | 18     |
| 5 | Geraint Thomas   | Team Sky        | 18     |

|    | Zawodnik            | Zespół                       | Punkty |
| -- | ------------------- | ---------------------------- | ------ |
| 1  | Antoine Duchesne    | Direct Énergie               | 78     |
| 2  | Jesús Herrada       | Movistar Team                | 51     |
| 3  | Thomas De Gendt     | Lotto Soudal                 | 49     |
| 4  | Arnaud Courteille   | FDJ                          | 20     |
| 5  | Evaldas Šiškevičius | Delko–Marseille Provence KTM | 18     |
|    |                     |                              |        |
| 32 | Paweł Poljański     | Tinkoff                      | 2      |
| 40 | Rafał Majka         | Tinkoff                      | 1      |

### Klasyfikacja drużynowa
|   | Zespół                 | Czas        |
| - | ---------------------- | ----------- |
| 1 | Movistar Team          | 82h 30′ 40″ |
| 2 | Pro Team Astana        | + 41"       |
| 3 | Team Sky               | + 3' 01"    |
| 4 | Cannondale Pro Cycling | + 5' 33"    |
| 5 | Ag2r-La Mondiale       | + 10' 53"   |